# Buettikeria graingeri
Buettikeria graingeri är en skalbaggsart som beskrevs av Guido Sabatinelli och Pontuale 1998. Buettikeria graingeri ingår i släktet Buettikeria och familjen Melolonthidae. Inga underarter finns listade.